# دانييل زيتكا
دانييل زيتكا (بالتشيكية: Daniel Zítka)‏ ، من مواليد 20 يونيو 1975 في هافيروف في تشيكوسلوفاكيا ، لاعب كرة قدم تشيكي.
يلعب مع نادي آندرلخت البلجيكي منذ عام 2002.
بدأ باللعب مع منتخب التشيك لكرة القدم في عام 2007.

## روابط خارجية
- دانييل زيتكا على موقع الاتحاد الأوربي (الإنجليزية)
- دانييل زيتكا على موقع الاتحاد التشيكي (الإنجليزية)
- دانييل زيتكا على موقع قاعدة بيانات كرة القدم.إي يو (الإنجليزية)
- دانييل زيتكا على موقع ليكيب (الفرنسية)
- دانييل زيتكا على موقع ناشيونال فوتبول تيمز (الإنجليزية)
- دانييل زيتكا على موقع عالم كرة القدم.نت (الإنجليزية)